# Landamman d'Uri
Le Landamman d'Uri est la personne à la tête du gouvernement du canton d'Uri en Suisse.

## Liste des landammans
- 1463-1467 : Johannes Fries
- 1469-1471 : Johannes Fries
- 1476-1477 : Johannes Fries
- 1477-1479 : Andreas von Beroldingen
- 1485-1486 : Johannes Fries
- 1487-1490 : Andreas von Beroldingen
- 1496-1499 : Andreas von Beroldingen
- 1505-1507 : Andreas von Beroldingen

### XXesiècle
- 1904-1905 : Franz Schmid
- 1907-1909 : Josef Furrer
- 1909-1911 : Alois Huber
- 1911-1913 : Josef Furrer
- 1913-1915 : Josef Wipfli
- 1915-1920 : Martin Gamma
- 1920-1922 : Isidor Meyer
- 1922-1924 : Josef Werner Lusser
- 1924-1926 : Karl Huber
- 1926-1928 : Josef Werner Lusser
- 1928-1930 : Isidor Meyer
- 1930-1932 : Josef Werner Lusser
- 1930-1932 : Carl Huber
- 1934-1936 : Josef Werner Lusser
- 1936-1938 : Ludwig Walker
- 1938-1940 : Rudolf Huber
- 1940-1942 : Ludwig Walker
- 1942-1944 : Rudolf Huber
- 1944-1946 : Franz Arnold-Beeler
- 1946-1948 : Josef Indergand
- 1948-1950 : Franz Arnold-Beeler
- 1950-1952 : Josef Indergand
- 1952-1954 : Ludwig Danioth
- 1954-1956 : Peter Tresch
- 1956-1958 : Ludwig Danioth
- 1958-1960 : Ludwig Danioth
- 1960-1962 : Hans Villiger
- 1962-1964 : Josef Müller
- 1964-1966 : Alfred Weber
- 1966-1968 : Ludwig Danioth
- 1968-1970 : Alfred Weber
- 1970-1972 : Werner Huber
- 1972-1974 : Josef Brücker
- 1974-1976 : Raymund Gamma
- 1976-1978 : Anton Arnold
- 1978-1980 : Josef Brücker
- 1980-1982 : Hans Danioth
- 1982-1984 : Hansheiri Dahinden
- 1984-1986 : Josef Brücker
- 1986-1988 : Hans Zurfluh
- 1988-1990 : Carlo Dittli
- 1990-1992 : Ambros Gisler
- 1992-1994 : Hansruedi Stadler
- 1994-1996 : Alberik Ziegler
- 1996-1998 : Hansruedi Stadler
- 1998-2000 : Peter Mattli

### XXIesiècle
- 2000-2002 : Martin Furrer
- 2002-2004 : Gabi Huber
- 2004-2006 : Josef Arnold
- 2006-2008 : Markus Stadler
- 2008-2010 : Isidor Baumann
- 2010-2012 : Markus Züst
- 2012-2014 : Josef Dittli
- 2014-2016 : Heidi Z'graggen
- 2016-2018 : Beat Jörg
- 2018-2020 : Roger Nager
- 2020-2022 : Urban Camenzind